# Stockholms Centrala jaktvårdskrets
Stockholms Centrala jaktvårdskrets är Sveriges största jaktvårdskrets utan egna jaktmarker. Stockholms Centrala jaktvårdskrets i vardagligt tal Stockholm Centrala har lite drygt 2800 medlemmar. Stockholm Centrala ingår i Jägarförbundet Stockholms län vilket tillsammans med 23 andra länsförbund bildar Svenska Jägareförbundet.
Stockholm Centrala genomför aktiviteter inom vilthantering det är övningsskjutning, anordnande av jakter, läras sig att tillverka korv.

## Historia
De kallade sig för ”Stockholms jaktälskare”, de sammanlagt 39 herrar som den 3 april 1830
beslutade bilda Svenska Jägareförbundet. Mötet skedde hos gelbgjutaremästaren A L Herndahl på fastigheten Stenbrottet söder om Solna kyrka. De närvarande hade egentligen samlats för en parentation över den nyligen avlidne hovjägmästaren J L von Greiff, men mötet blev samtidigt starten för Jägareförbundet. Det formella bildandet av Svenska Jägareförbundet skedde vis ett konstituerande årsmöte i Börshuset den 21 april 1830. 